# Butte City (Idaho)
Butte City es una ciudad ubicada en el condado de Butte en el estado estadounidense de Idaho. En el año 2010 tenía una población de 74 habitantes y una densidad poblacional de 148 personas por km².

## Geografía
Butte City se encuentra ubicado en las coordenadas 43°36′30″N 113°14′44″O / 43.60833, -113.24556. Según la Oficina del Censo, la localidad tiene un área total de 0,5 km² (0,2 mi²), de la cual 0,5 km² (0,2 mi²) es tierra y 0 km² (0 mi²) (0.0%) es agua.

## Demografía
En el 2000 la renta per cápita promedia del hogar era de $17,250, y el ingreso promedio para una familia era de $31,250. En 2000 los hombres tenían un ingreso per cápita de $35,625 contra $22,500 para las mujeres. El ingreso per cápita para la localidad era de $11,889. Alrededor del 30.7% de la población estaba bajo el umbral de pobreza nacional.